# Оза (коммуна)
Оза́ (фр. Auzat, окс. и кат. Ausat) — коммуна во Франции, находится в регионе Окситания, у границы с Испанией и Андоррой. Департамент коммуны — Арьеж. Входит в состав кантона Викдессо. Округ коммуны — Фуа.
Код INSEE коммуны — 09030.

## Население
Население коммуны на 2008 год составляло 599 человек.
| 1962 | 1968 | 1975 | 1982 | 1990 | 1999 | 2008 |
| ---- | ---- | ---- | ---- | ---- | ---- | ---- |
| 868  | 949  | 798  | 847  | 760  | 666  | 599  |

## Экономика
В 2007 году среди 407 человек в трудоспособном возрасте (15—64 лет) 236 были экономически активными, 171 — неактивными (показатель активности — 58,0 %, в 1999 году было 60,3 %). Из 236 активных работали 195 человек (106 мужчин и 89 женщин), безработных было 41 (24 мужчины и 17 женщин). Среди 171 неактивных 35 человек были учениками или студентами, 65 — пенсионерами, 71 были неактивными по другим причинам.

## Достопримечательности
- Замок Монреаль-де-Сос